# Estatua y fuentes de la Mariblanca

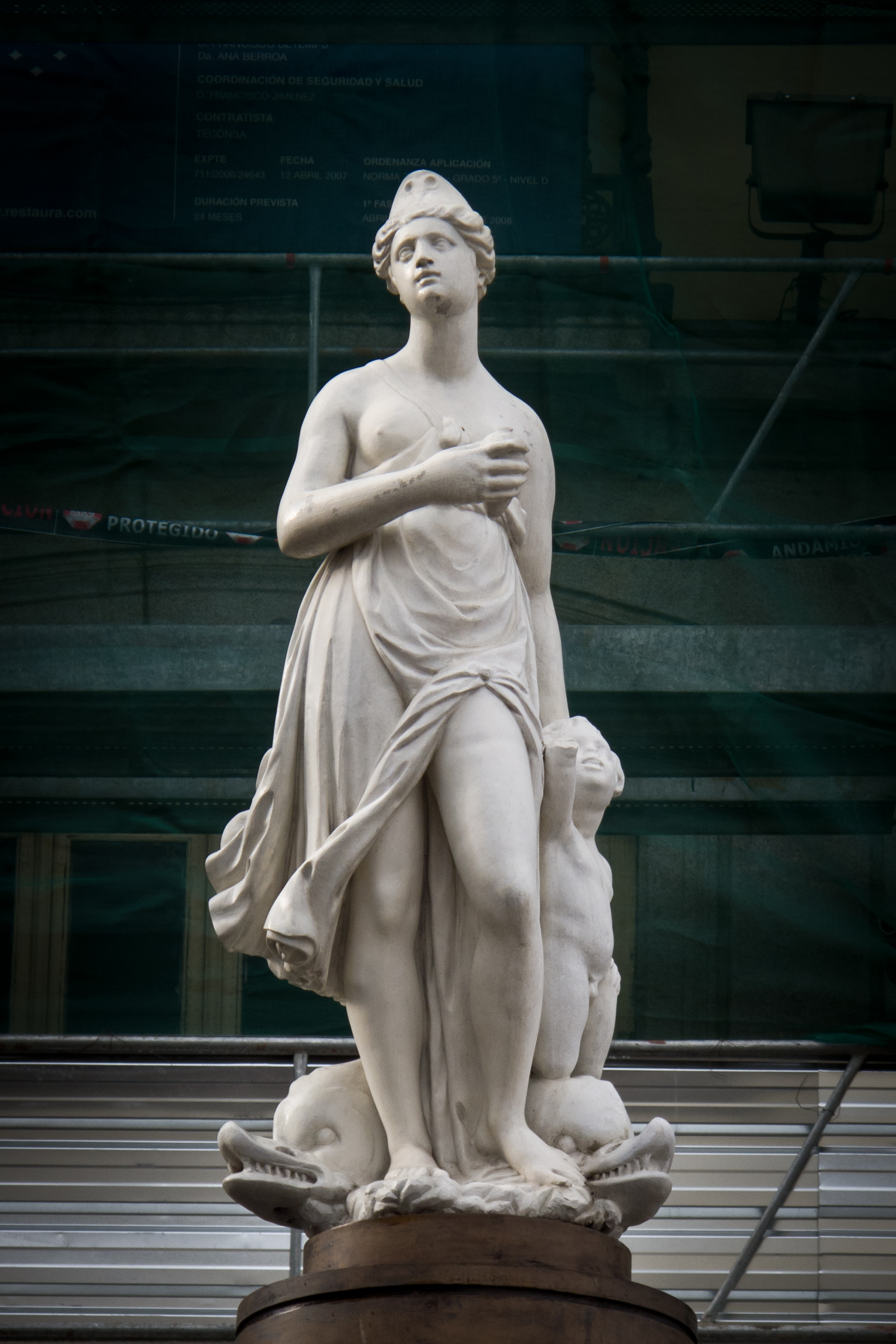
Copia instalada en la Puerta del Sol en 1986, de tamaño algo menor que la original Mariblanca.

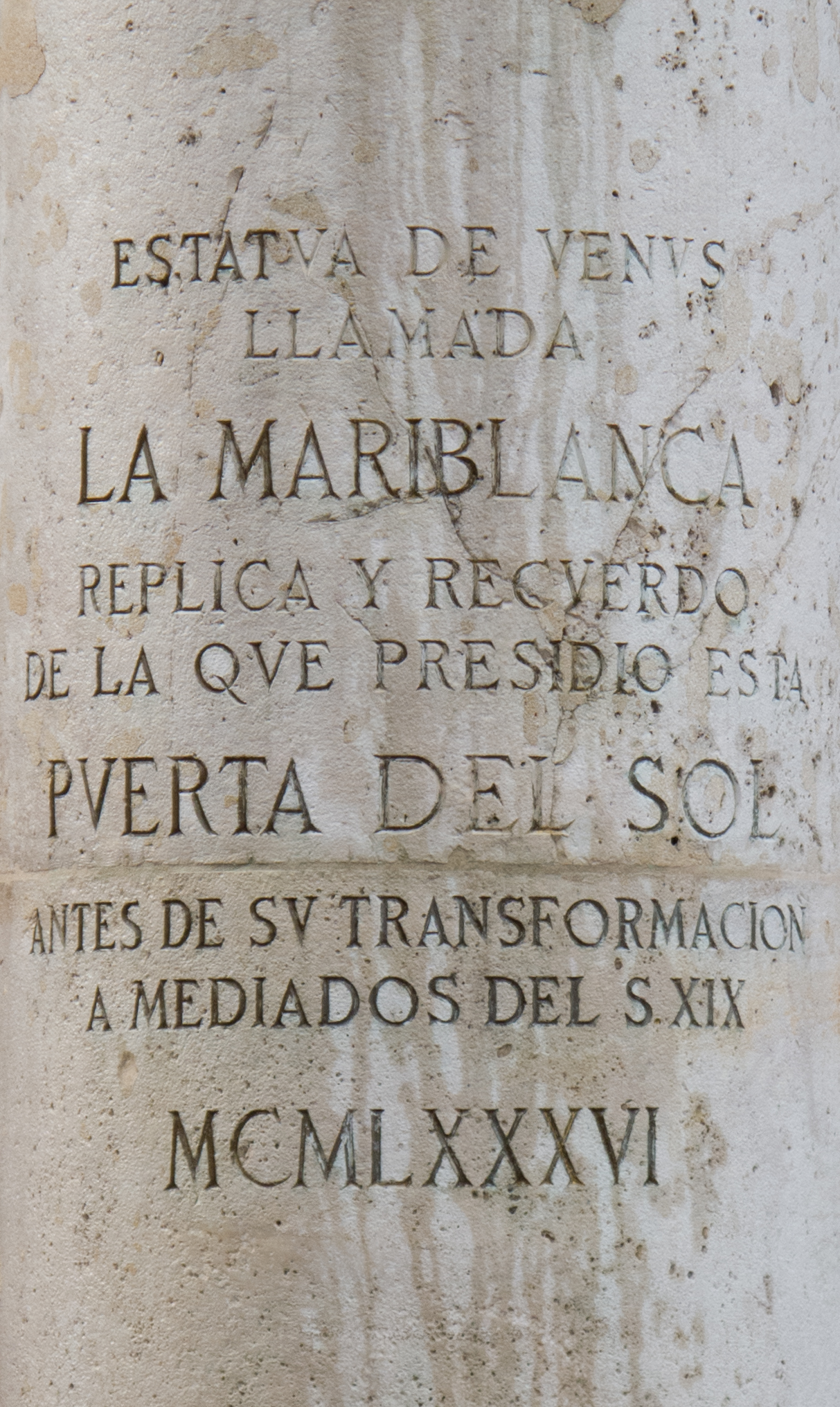
Inscripción del pedestal: «Estatua de Venus llamada la Mariblanca. Réplica y recuerdo de la que presidió esta Puerta del Sol antes de su transformación a mediados del s. XIX. MCMLXXXVI».

La Mariblanca es una estatua de la ciudad de Madrid, situada en la Puerta del Sol, que entre 1630 y 1838 coronó la fuente de la Mariblanca, nombre popular de la también llamada fuente de la Fe, fuente del Buen Suceso, fuente de Venus o de Diana (según qué cronista), fuente de las Arpías (por los seres mitológicos que circundaban su pedestal) o primera fuente ornamental de la Puerta del Sol.
La estatua de La Mariblanca es el único elemento que se conserva del conjunto de la fuente monumental situada en la Puerta del Sol, frente a la iglesia del Buen Suceso, así mismo desaparecida. A lo largo de su existencia, La Mariblanca ha ocupado muy diferentes espacios en Madrid. Tuvo en su instalación primera en la Puerta del Sol su más dilatado hogar rematando dos fuente sucesivas, hasta que debido al mal estado del conjunto de la fuente de Pedro de Ribera de 1727, fue desmontada en 1838, para coronar otra fuente, también desaparecida, en la plaza de las Descalzas.
Derribada en 1892 la fuente de las Descalzas, la Mariblanca se guardó en un almacén donde estuvo olvidada durante años hasta que en 1914 se llevó a los jardines del Retiro de Madrid. En 1969 fue trasladada al paseo de Recoletos, lugar en el que sería repetidamente vandalizada en la década de 1980. Ya restaurada, se colocó en el zaguán de la Casa de la Villa de Madrid, antiguo Ayuntamiento. En el último tercio del siglo xx se realizó una copia de menor tamaño que desde 1986 ha tenido distintos emplazamientos en la Puerta del Sol.

## Descripción
Es una escultura de pequeñas dimensiones y representa a una mujer, ataviada con atuendos clásicos y con un amorcillo a sus pies. No hay acuerdo entre los cronistas e historiadores sobre si se trata de Diana —según Mesonero y Fernández de los Ríos—, o de Venus o, como figura en sus primeras referencias, de una alegoría de la Fe. En cualquier caso, el nombre popular de ‘la Mariblanca’ que alude a la blancura del mármol de que está hecha, llegaría a imponerse incluso a efectos oficiales.

## Historia

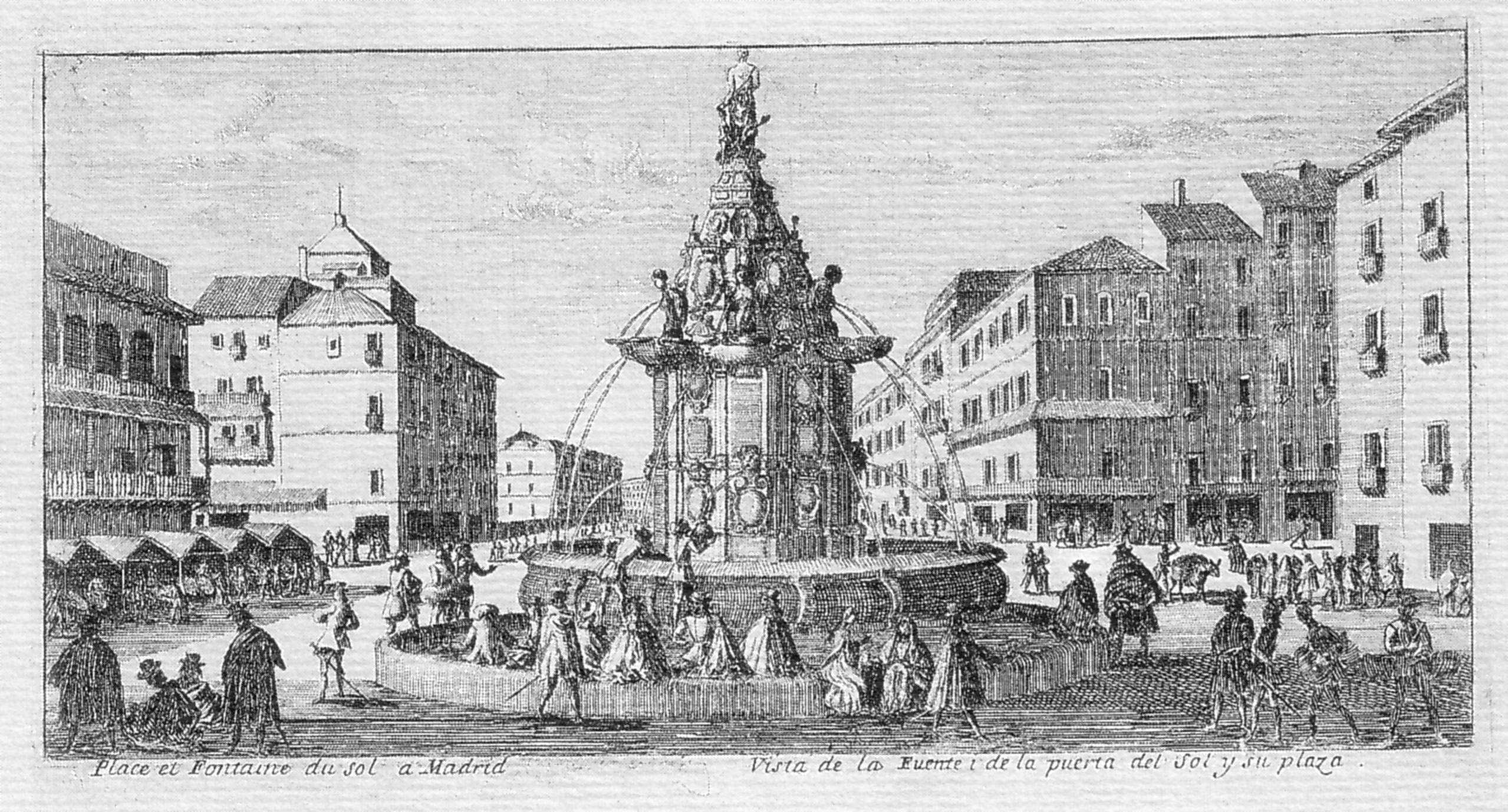
Un grabado con dibujo original de Luis Meunier, datado en 1660, es la más antigua representación que se conoce de la fuente que estuvo frente al Hospital del Buen Suceso, coronada por la escultura que el pueblo de Madrid bautizó como La Mariblanca.

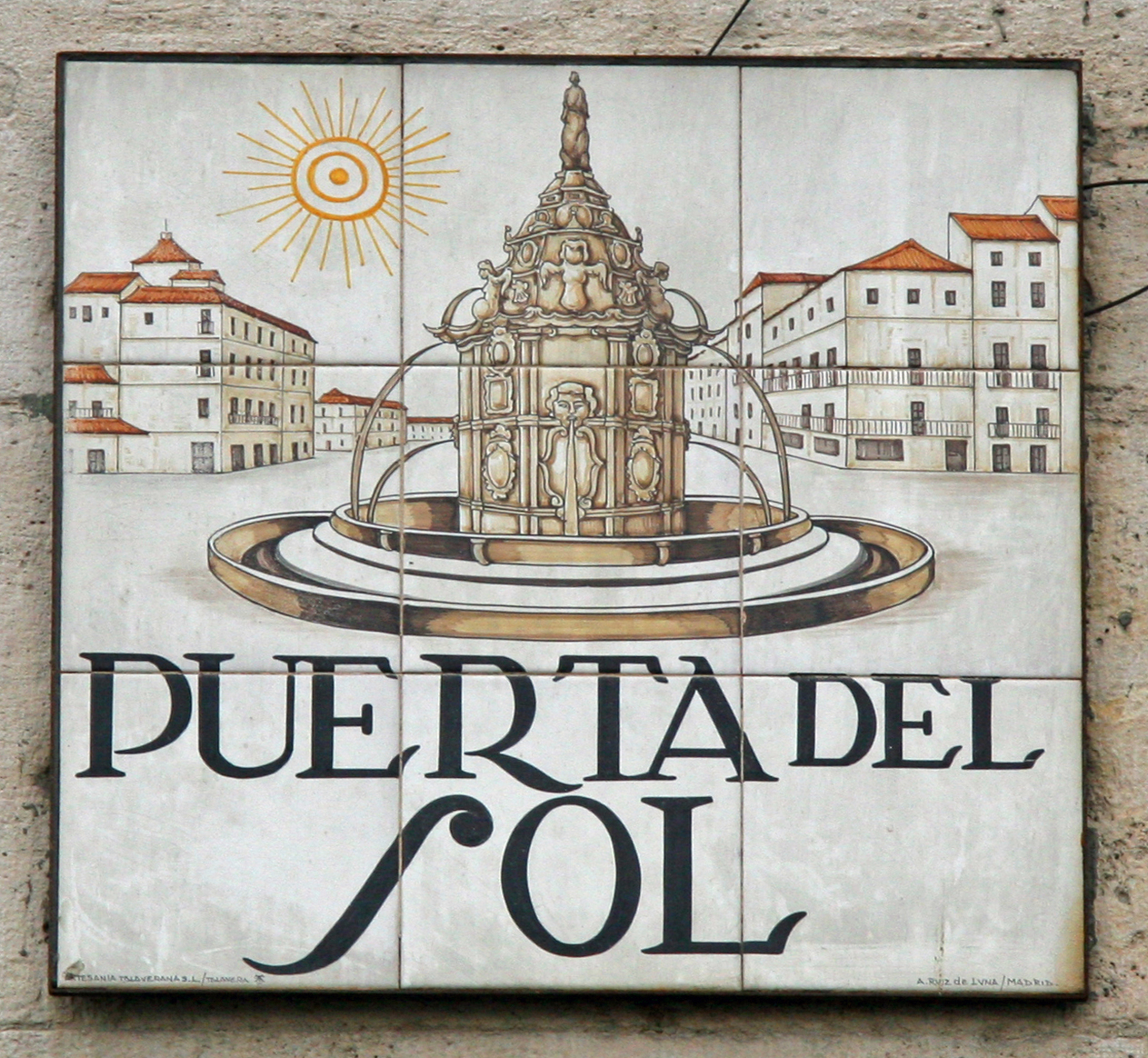
En el dibujo de la placa de azulejería de la Puerta del Sol está representada la antigua fuente, rematada por la Mariblanca.

### En la Puerta del Sol
Según el cronista Montoliú Camps, la Mariblanca fue traída a España en 1625, junto con otras cuatro esculturas, que Ludovico Turchi (o Turqui) había comprado en Italia. Y recoge el relato legendario de que fue transportada hasta Madrid por Domingo Núñez, un carretero de Alicante, al que le fueron descontados cien reales por sus servicios, al descubrir que la escultura había llegado decapitada, quizá como consecuencia de los violentos movimientos del viaje.
En 1630, La Mariblanca apareció por primera vez en el espacio de la Puerta del Sol, rematando la Fuente de la Fe, obra diseñada por el escultor italiano Rutilio Gaci (1570-1634), El conjunto monumental había sido elaborado por el escultor Antonio de Riera, en colaboración con Guillem de Bona, Martín de Azpillaga y Francisco del Río.
La nueva fuente de la puerta del Sol, en el conjunto del Hospital del Buen Suceso, venía a sustituir a otras anteriores, de menor envergadura y lujo, como la situada junto a la embocadura de la calle del Carmen, para el servicio de aguadores de la Villa. Otra de las ventajas de la fuente de la Fe era poseer mayor número de caños.
El cronista Mesonero Romanos relata el episodio de la sustitución de la  primitiva Fuente de la Fe en el primer tercio del siglo xviii, demolida y sustituida por la encargada en 1727 al arquitecto madrileño Pedro de Ribera, recargada de ornamentos, siguiendo la moda churrigueresca.

### Mariblanca errante

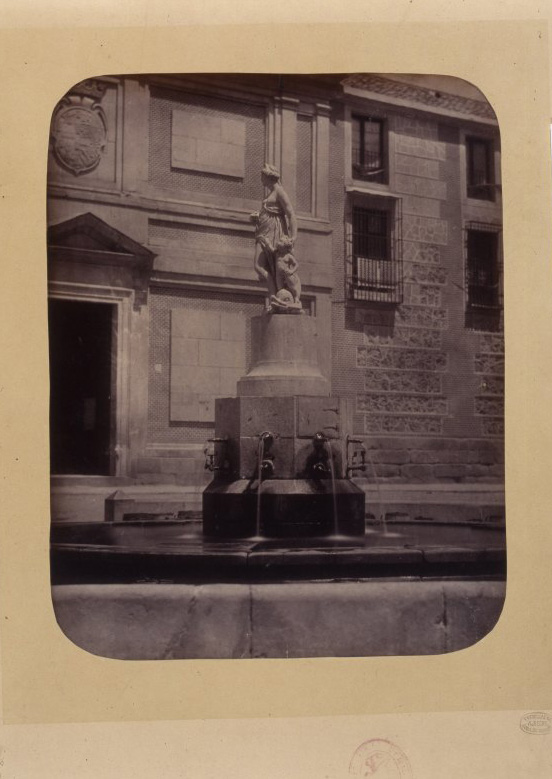
La Mariblanca en la plaza de las Descalzas, fotografiada por Alfonso Begué en 1864.

En 1838 Juan Pedro Ayegui propuso trasladar el servicio de abastecimiento de agua que se venía realizando en la Puerta del Sol a la vecina plaza de las Descalzas. Ello supuso la demolición de la fuente de Pedro de Ribera y el traslado de la estatua de la Mariblanca a la nueva fuente de las Descalzas, que Pedro Felipe Monlau describía en 1850 como «moderna construcción y muy sencilla, pues se reduce a un zócalo poligonal de granito, sobre el cual sienta un pedestal circular de piedra caliza, que sostiene una estatua de Venus, de mármol, y es la llamada Mariblanca, que estuvo muchos años en la fuente de la puerta del Sol.» Y añade Monlau que tiene «4 caños, 30 aguadores y 14 reales de dotación.» En la plazuela de las Descalzas permaneció hasta 1892, año en el que, oyendo quizá las muchas críticas, se desmontó la fuente, erigiéndose en su lugar una escultura de Francisco Piquer Rodilla, fundador del Monte de Piedad de Madrid. De nuevo se decidió conservar la figura, que fue depositada en los almacenes de la Villa, donde estuvo hasta 1912, cuando fue trasladada a los Jardines del Retiro.
En 1969 se trasladó a la Mariblanca al Paseo de Recoletos, ocupando un pequeño templete de cuatro columnas de aire clasicista, junto al pequeño estanque escalonado existente al principio de esta vía. Allí permaneció hasta 1984, cuando fue víctima de un acto vandálico, que la partió en varios trozos. Restaurada por el Instituto de Conservación y Restauración de Bienes Culturales, el Ayuntamiento de Madrid decidió colocarla en el zaguán principal de la Casa de la Villa.

### Las copias
Con Enrique Tierno Galván en la alcaldía de Madrid, se hizo una copia para su exhibición en la Puerta del Sol. El 26 de marzo de 1985 tuvo lugar la inauguración del citado emplazamiento, en la confluencia de la calle de Alcalá y de la Carrera de San Jerónimo, en el mismo sitio donde se supone que estuvo la primitiva Fuente de la Fe. Sin embargo, el 25 de septiembre de 2009, coincidiendo con la última reforma de la Puerta del Sol, la falsa Mariblanca fue llevada al otro extremo de la Puerta del Sol, junto al arranque de la calle del Arenal.
Existe una segunda copia que estuvo expuesta en el desaparecido Museo de la Ciudad en la calle del Príncipe de Vergara 140  y que actualmente se puede contemplar en el patio interior del Museo de Historia de Madrid.